# Distrito de Franches-Montagnes
El distrito de Franches-Montagnes (en francés District des Franches-Montagnes; en alemán Bezirk Freiberger, hispanizado Franca Montaña) es uno de los tres distritos del cantón del Jura. Su capital es la comuna de Saignelégier.

## Geografía
El distrito de Franches-Montagnes limita al noreste con el distrito de Porrentruy, al este con el de Delémont, al sureste y sur con el del Jura bernés (BE), al suroeste con La Chaux-de-Fonds (NE), y al noroeste con el departamento de Doubs (FRA-I).
El distrito se extiende en la región de Franches-Montagnes, situada a una altitud de 900 a 1000 m s. n. m. El valle está cubierto de pastizales poblados de árboles y de bosques de pinos, salpicado de estanques artificiales. La región incluye una parte del Clos del Doubs, perteneciente a la cuenca del río Doubs.

## Historia
Señorío del obispado de Basilea del siglo XIV a 1792, cantón francés de 1793 a 1814, bailía y luego distrito bernés, formado en 1815 de diecisiete comunas con la unión del antiguo señorío y de una parte del prebostazgo de Saint-Ursanne, distrito del cantón del Jura con diecinueve comunas tras la anexión de Les Genevez y Lajoux. 
En 1139, la bula de Inocencio II confirmando la posesión del cabildo de Saint-Ursanne menciona Montfaucon, Epauvillers, Chercenay (Soubey) y Planei (Saint-Brais). Goumois es citado en 1177. Bémont, Les Enfers, Montfavergier, Les Pommerats, Les Genevez, Saignelégier son mencionados en el siglo XIV. En 1315, la familia noble de Muriaux, o de Spiegelberg, posee el castillo y el feudo del mismo nombre, poco después adquirido por el príncipe-obispo de Basilea. En 1384, Imier de Ramstein da una carta de franquicias exentando a los habitantes de ciertos impuestos, principalmente la tala de árboles, que favoreció el poblamiento y la aparición de nuevos pueblos al oeste. 
La Chaux y Le Noirmont son mencionados en 1397, Les Breuleux en 1429 y Les Bois en 1484. Las Franches-Montagnes forman una comunidad rural con un consejo en su cima, el Magistrado de la Montaña, presidido por un burgomaestre, a su vez controlado por un alcalde episcopal (más tarde castellano, bailío), que residía en Saint-Ursanne, y en Saingelégier desde 1691. En un principio, la parroquia de Montfaucon (1139) cubría toda la señoría, pero la aspiración de cada comunidad por tener mayor autonomía lleva a la fundación de nuevas parroquias, en Le Noirmont (1596), Les Bois (1619), Saignelégier (1629) y Les Breuleux (1661). Guillermo Farel y sus compañeros predicaron la reforma sin éxito. En 1595, el príncipe-obispo concluyó con los representantes de Franches-Montagnes el tratado de Delémont, que definía los derechos y sobre todo los deberes de sus sujetos, poniendo fin a sus tentativas de sustraerse de su autoridad. 
La Guerra de los Treinta Años trajo en 1636-1637 la hambruna y la peste. Los pueblos fueron incendiados y saqueados. La revuelta de los habitantes de Franches-Montagnes contra las órdenes de 1726 reformando el principado, finalizó gracias a las concesiones obtenidas con la transacción de 1731. En 1780, una convención entre el rey de Francia y el obispo de Basilea anexa una parte del condado de Montjoie (Malnuit) y de la señoría de Franquemont (Goumois) a Franches Montagnes. La revolución francesa tuvo algunos fervientes partidarios en la región como: Ignace Piquerez y el cura Louis-François-Zéphirin. Fraches-Montagnes fue integrada al departamento del Monte Terrible, y luego al del Alto Rin en 1800. 
Como la mayor parte del antiguo obispado de Basilea, Franches-Montagnes fue anexada al cantón de Berna en 1815. Bajo el régimen bernés, sus habitantes se distinguen por una vigorosa defensa de la Iglesia católica, a diferencia de Berna, de mayoría protestante. En 1836 rechazan los artículos de Baden, así como las medidas tomadas durante la Kulturkampf. En el siglo XX, la defensa de la identidad regional se manifiesta con la lucha de los militantes contra la instalación de una plaza de armas, y contra la proliferación de residencias secundarias y algunos proyectos inmobiliarios (1960-1970). También toma forma, con el apoyo popular a la creación del cantón del Jura (77% de votos a favor en el plebiscito del 23 de junio de 1974).

## Economía
La agricultura y la ganadería no fueron las únicas actividad bajo el antiguo régimen. Aparte de las vidrieras a lo largo del Doubs, el censo de 1770 certifica que la industria textil (hiladoras, modistas) ocupaba más personas que la tala de madera, la extracción de piedras o de metal (relojería). 
En el siglo XIX, la relojería coge el relevo. Ocupa un tercio de la población activa en 1900, casi la mitad en su mayor apogeo en 1970. La construcción de las vías férreas regionales (1892-1913) contribuye a aumentar la atracción económica, escolar y cultural de La Chaux-de-Fonds. Además, Franches-Montagnes se especializa en la cría de una raza equina conocida en el mundo de la equitación, el Franches-Montagnes (también conocido como Freiberger), la última raza equina de Suiza. 
La región le apuesta al turismo (equitación, caminos pedestres, pistas de esquí de fondo, estanque de la Gruère, centro de diversiones de Saignelégier y terreno de golf en Bois) para desarrollarse. 

## Comunas
| Distrito de Franches-Montagnes | Distrito de Franches-Montagnes | Distrito de Franches-Montagnes |
| Comunas                        | Población (31.12.2014)         | Superficie km²                 |
| ------------------------------ | ------------------------------ | ------------------------------ |
| La Chaux-des-Breuleux          | 97                             | 4.05                           |
| Lajoux                         | 667                            | 12.38                          |
| Le Bémont                      | 312                            | 11.67                          |
| Le Noirmont                    | 1814                           | 20.39                          |
| Les Bois                       | 1185                           | 24.74                          |
| Les Breuleux                   | 1490                           | 10.81                          |
| Les Enfers                     | 152                            | 7.14                           |
| Les Genevez                    | 530                            | 13.61                          |
| Montfaucon1                    | 596                            | 18.24                          |
| Muriaux3                       | 504                            | 16.89                          |
| Saignelégier2                  | 2550                           | 31.64                          |
| Saint-Brais                    | 231                            | 15.15                          |
| Soubey                         | 134                            | 13.47                          |
| Total (13)                     | 10 262                         | 200.33                         |

### Modificaciones
- 11 de enero de 2009: Reunión de la comuna de Montfavergier con la comuna de Montfaucon.
- 21 de enero de 2009: Reunión de las comunas de Goumois y Les Pommerats en la comuna de Saignelégier.
- 31 de enero de 2009: Reunión de la comuna de Le Peuchapatte con la comuna de Muriaux.
- 41 de enero de 2009: Fusión de las comunas de Epauvillers y Epiquerez en la nueva comuna de Clos du Doubs, perteneciente al distrito de Porrentruy.

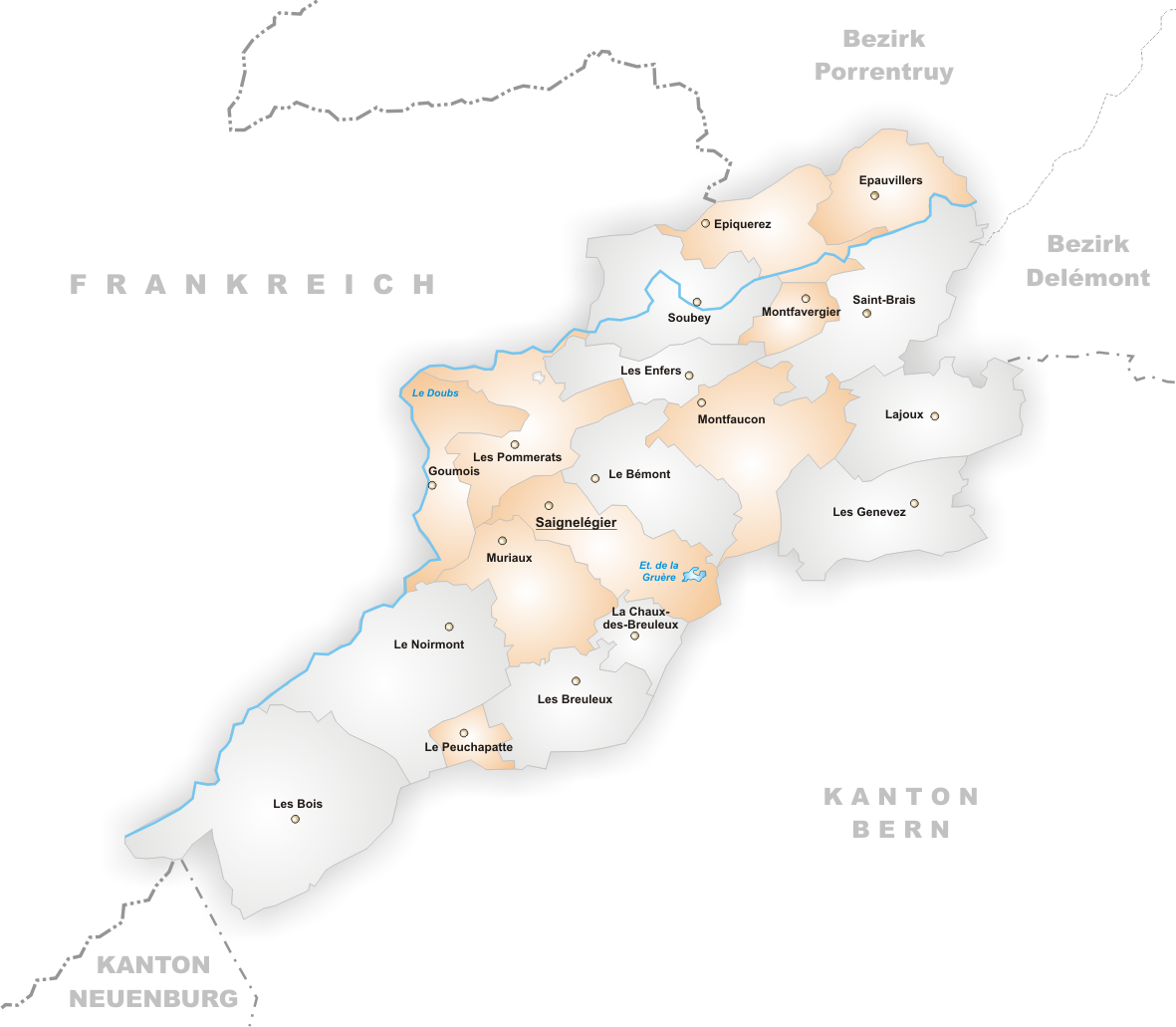
Comunas hasta 2008